# یالی‌قورت
یالی‌قورت یکی از روستاهای کوچک استان آذربایجان شرقی است که در دهستان چاراویماق مرکزی بخش مرکزی شهرستان چاراویماق واقع شده‌است. این روستا در گذشته نه چندان دور دارای سکنه بود اما امروزه به خاطر مهاجرت به شهر و دعوای اهالی روستا خراب شده و جمعیت کمی از آن باقی مانده. این روستا در کنار رودخانه غره آقاج بنا شده و براساس سرشماری عمومی نفوس و مسکن سال ۱۳۸۵ جمعیت این روستا ۵۳ نفر است.